# CAROLS
「CAROLS」（キャロルス）は、日本の歌手・浜崎あゆみの34thシングル。2004年9月29日にavex traxより発売。

## 解説
前作「INSPIRE」より約2か月振りのリリース。
初登場1位、累計売上30.9万枚。
「CDのみ」、「CD+DVD」、「SACD」、「DVD-Audio」の4形態で発売された。「SACD」・「DVD-Audio」が発売されたシングルは本作のみとなる。 初回盤は4種類のピクチャーレーベル仕様。
「DVD-Audio」「SACD」には、「CAROLS-5.1ch mix-」を収録。ただし、「DVD-Audio」には映像は収録されていない。
当初はそれまで通りCCCDで発売される予定だったが、エイベックスがCCCDの見直しを発表したため、通常CDでの発売となった(レンタル盤は引き続きCCCD)。
この曲で、自身初の着うたミリオンヒットを記録した。

## 収録曲

### CD
1. CAROLS "Original Mix" [5:29]
作詞：ayumi hamasaki / 作曲：Tomoya Kinoshita / 編曲：CMJK
Panasonic デジタルカメラ「LUMIX FX7」CMソング
2. CAROLS "Criminal Tribal Mix" [6:49]
Remixed by CMJK
3. CAROLS "Hammond B-3 Whisper" [5:45]
Hammond Organ by Daisuke Kawai
4. CAROLS "Original Mix" -Instrumental- [5:29]

### DVD
1. CAROLS (video clip)

## 収録アルバム
- CAROLS
  - 『MY STORY』
  - 『A BEST 2 -BLACK-』
  - 『A COMPLETE 〜ALL SINGLES〜』
  - 『WINTER BALLAD SELECTION』
  - 『A BALLADS 2』

## 収録ライブ映像
- CAROLS
  - 『ayumi hamasaki COUNTDOWN LIVE 2004-2005 A』
  - 『ayumi hamasaki ARENA TOUR 2005 A 〜MY STORY〜』
    - 『A 50 SINGLES 〜LIVE SELECTION〜』
    - 『ayumi hamasaki BEST LIVE BOX A』(A BEST 2 -BLACK- TRACK LIST LIVE)
    - 『A BALLADS 2』

  - 『ayumi hamasaki COUNTDOWN LIVE 2010-2011 A 〜do it again〜』(メドレー)
  - 『ayumi hamasaki COUNTDOWN LIVE 2015-2016 A 〜M(A)DE IN TOKYO〜』(ayumi hamasaki ARENA TOUR 2016 A 〜M(A)DE IN JAPAN〜) (メドレー)